# 尾﨑勝
尾﨑 勝（おざき まさる、1950年または1951年 - ）は、日本の地方公務員、土木技術者。東京都水道局技監、局長。日本水道協会専務理事、理事長を経て東京都市開発社長。瑞宝小綬章受章者。

## 経歴
2007年（平成19年）7月に東京都水道局技監。施設の更新については「アセットマネジメント的な概念で調査を」、高度浄水処理は「システムの技術開発ができるよう、調査を進める段階にときている」と話した。
2009年7月、同局長（公営企業管理者）就任。柱となる方針として高度浄水処理の導入、直結給水化の推進、貯水槽水道の適正管理による「安全でおいしい水プロジェクト」。耐震継手管への取替計画事業費を当初の2千億円から2.5倍の5千億円に増やす「震災対策の前倒し」。水問題で困っている国々に対してJICA等を通じた海外研修生の受け入れや職員派遣、国際会議への参画などによる「国際貢献」を挙げた。
2011年10月、日本水道協会専務理事。2012年10月、生活衛生事業功労者（水道関係）として厚生労働大臣表彰。 その後理事長となり東日本大震災からの復興に取り組んだ。
2016年6月、東京都市開発社長に就任。
2021年4月 令和3年春の叙勲で瑞宝小綬章を受章。

## その他役職
- 日本水環境学会参与[9]
- 公益事業学会評議員[10]